# Bejt din
Bejt din lub bet din (hebr. ‏בית דין‎ dosł. „dom sądu”, jid. ‏בית־דין‎ bez(d)n) – sąd dajanów, żydowski trybunał religijny. Instytucja ta ma swoje korzenie w starożytnym Izraelu.

## Charakterystyka
Prawo obowiązujące Żydów było nierozerwalnie związanie z religią. Dlatego bejt din – oprócz spraw typowo religijnych, jak nadzorowanie przestrzegania koszerności czy przyjmowanie prozelitów – decydował również w kwestiach rozwodów, spraw cywilnych i karnych.
Żydom nie wolno wnosić sporów pomiędzy sobą przed sądy gojów. Dlatego w każdej gminie żydowskiej działał trybunał. Również współcześnie w ortodoksyjnych środowiskach żydowskich bejt din jest podstawowym sądem.
Trybunał składał się z trzech wybieranych przez gminę sędziów (dajanów), wśród których był rabin. Dajanami mogli być kiedyś wyłącznie kapłani lub lewici. Współcześnie może nim być każdy żyd, z wyjątkiem prozelitów i kobiet.

## Historia
W dawnej Polsce państwo pozostawiło żydowskim trybunałom daleko idącą autonomię. W dużych miastach królewskich bejt din był sądem niezależnym, a od jego wyroków można było odwołać się do wojewody czy nawet króla. Tylko ważniejsze sprawy karne były sądzone od razu przez sąd wojewodziński. Od 1539 roku w mniejszych miastach królewskich sądownictwo nad Żydami zostało przekazane starostom. W praktyce, gdy gmina żydowska miała swój bejt din, starostowie ograniczali się do nadzoru nad nim. Podobnie było w miastach prywatnych, gdzie od 1539 roku Żydów poddano sądownictwu dominialnemu. Właściciele respektowali wyroki trybunałów żydowskich pozostawiając sobie ewentualnie uprawnienia apelacyjne. Bejt din obradował w synagodze lub w domu rabina.
W Lublinie około roku 1540 powstał sąd nazywany Bejt Din ha-Gadol (Wielki Dom Sądu). Zasiadający w nim rabini rozstrzygali sprawy sporne pomiędzy żydami z różnych gmin i ziem. Po zgrupowaniu przez Zygmunta Augusta w 1551 roku gmin żydowskich w pięć ziem, w każdej z nich powstał odrębny bejt din ha-gadol. Liczba ziem zmalała później do trzech, a od 1623 roku było ich cztery. Od czasów Stefana Batorego w Lublinie zbierał się sejm żydowski (Waad Arba Aracot), a przy nim zorganizowany na wzór Trybunału Koronnego żydowski sąd krajowy (bejt din ha aracot), w którym zasiadali jako przedstawiciele ziem najważniejsi rabini oraz po dwóch przedstawicieli z Poznania, Krakowa i Lwowa. Zbierał się on w synagodze Maharszal-szul zbudowanej w 1567 roku (zniszczonej w 1942 przez Niemców). Trybunał ten rozstrzygał spory pomiędzy Żydami z różnych ziem oraz nierozstrzygnięte sprawy przez gminne bejt din i ziemskie bejt din ha-gadol. Zajmował stanowisko w sprawach dotyczących halachy, wydawał dekrety, np. zakazujący zawierania małżeństw osobom poniżej 20. roku życia bez zgody rodziców (1620). Do jego kompetencji należała kara wykluczenia z gminy i wygnania. Był również instytucją cenzorską dla żydowskich książek religijnych.
Najczęstszą karą za przekroczenie nakazów Tory była kara chłosty (40, a w praktyce 39 uderzeń w plecy i pierś rzemiennym biczem). Wykonywali ją dajanowie. Skazanych przetrzymywano przywiązanych do ściany w przedsionku synagogi.